# بیکرافت، نیو ساوت ولز
بیکرافت (به انگلیسی: Beecroft) یک حومه شهر در استرالیا است که در نیو ساوت ولز واقع شده‌است.